# Batalha de Cateau
A Batalha de Cateau ou Batalha de Le Cateau foi uma das primeiras batalhas da Frente Ocidental na Primeira Guerra Mundial. Ocorreu no dia 26 de agosto de 1914, após a retirada das tropas britânicas, francesas e belgas da Batalha de Mons e o estabelecimento de posições defensivas em um combate para expulsão das tropas alemãs da comuna de Le Cateau-Cambrésis, ao norte da França.

## Batalha
Na manhã de 26 de agosto, os alemães chegaram e atacaram o II Corpo de exército (General Sir Horace Smith-Dorrien). Ao contrário da Batalha de Mons  onde a maioria das baixas infligidas pelos britânicos foram devido a tiros de rifle, Le Cateau foi uma batalha de artilheiros, demonstrando os resultados devastadores que a moderna artilharia de tiro rápido usando projéteis de estilhaços poderia ter na infantaria que avançava a céu aberto. Os britânicos implantaram sua artilharia cerca de 50–200 metros (55–219 jardas) atrás da infantaria, enquanto a artilharia alemã usou fogo indireto de posições ocultas. Com os canhões tão próximos da infantaria, os britânicos sem querer aumentaram a eficácia do fogo de artilharia alemão, porque os projéteis direcionados à infantaria britânica poderiam atingir os canhões britânicos com a mesma facilidade.

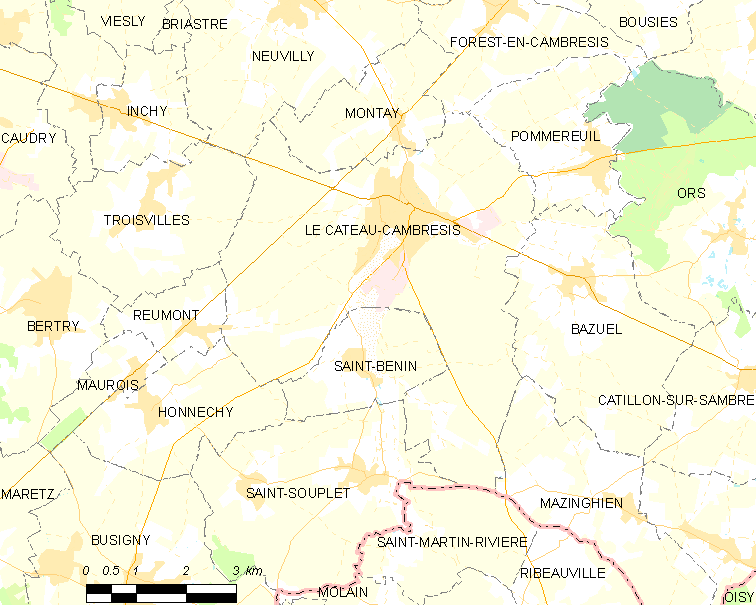
Mapa moderno da área de Le Cateau (comuna FR insee código 59136)

A 5ª Divisão britânica estava no flanco direito, no lado sul da estrada Le Cateau–Cambrai entre Inchy e Le Cateau. A 3ª Divisão estava no centro, entre Caudry e Inchy e a 4ª Divisão estava no flanco esquerdo, na margem norte do Warnelle. A estrada estava afundada em alguns lugares, proporcionando posições de tiro de longo alcance inadequadas e em muitos lugares os alemães podiam se aproximar das posições britânicas sem serem observados. No flanco direito, a oeste de Le Cateau, os alemães marcharam ao longo da estrada do norte para Le Cateau. Os britânicos estavam inclinados para a frente e sofreram muitas baixas durante a retirada.
Às 03h30, Smith-Dorrien decidiu "golpear o inimigo com força e depois de fazê-lo, continuar a retirada", mas o propósito da operação não estava claro para seus subordinados. A mentalidade de "segurar a todo custo" era evidente na 5ª Divisão no flanco direito britânico. O comandante do 2º Batalhão, King's Own Yorkshire Light Infantry, recebeu uma ordem por escrito que "Agora NÃO haverá aposentadoria para as tropas de combate; encha suas trincheiras com água, comida e munição o máximo que puder". A ordem foi confirmada por um coronel do estado-maior do II Corpo. A ação retardadora nunca ocorreu porque a ordem de defesa chegou à linha de frente quase ao mesmo tempo que os alemães, em alguns lugares depois. Tampouco foram observadas as condições de um atraso doutrinário, como a recusa em permitir que unidades britânicas sejam detidas. Smith-Dorrien não escolheu posições com campos de tiro adequados e com rotas de retirada preparadas e ocultas.
Mantendo sua posição apesar das muitas baixas, por volta do meio-dia, o flanco direito britânico e depois o esquerdo começaram a entrar em colapso. A chegada do Corps de cavalerie Sordet (Corpo de Cavalaria Francês, General André Sordet) forneceu um escudo para o flanco esquerdo britânico e permitiu que os britânicos escapassem, apesar das tentativas alemãs de se infiltrar e flanquear. Naquela noite, os Aliados retiraram-se para Saint-Quentin.